# Munida miles
Munida miles är en kräftdjursart som beskrevs av Alphonse Milne-Edwards 1880. Munida miles ingår i släktet Munida och familjen trollhumrar. Inga underarter finns listade i Catalogue of Life.